# Руски и съветски паметници във Великотърновска област
| Снимка   | Описание/дати стар стил | Надпис | Местоположение        | Местоположение |
| -------- | --- | --- | --------------------- | --- |
|          | Камбанария в чест на руските войски и Освобождението на града от османско владичество | „Памѧтникъ“. Направиса тъзи камбанариiа на 1878.г въ честь на Н. Имп. В. Осв. Нашаго Алекс.II.(1877г) – на Н. Выс.I.Бълг.Кнѧз Алекс.I.(1878г) въ памѧть на погынѫлитѣ ны поборницы въ Др. мънастиръ Св.Архангель (1876г) и – на новоназначенното име на селото ны „Бѣла—Църкова“ (1878г), а Русскытѣ Императ. войскы пырвы пѫть влѣзохѫ въ селото ны въ 1877 г. юнiй 24 д. с Бѣла—Църкова 20 декемвр 1880 | Бяла черква           | Камбанарията е издигната през 1878 г. на градския площад 43°12′19.6″ с. ш. 25°18′39.9″ и. д. / 43.205444° с. ш. 25.311083° и. д.                                                                                                   |
|          | Паметен знак на посрещането на руските войски начело с генерал Пьотър Святополк-Мирски на 24 юни 1877 г. | Тук на 6 юли /24 юни/ 1877 г. жителите на Бяла черква посрещат тържествено руските освободителни войски начело с генерал Светополк Мирски.Ирина Бачо Кирова ги приветствува с прочувствено слово | Бяла черква           | Намира се в градинката край пътя в посока Павликени 43°12′35.7″ с. ш. 25°18′27.8″ и. д. / 43.209917° с. ш. 25.307722° и. д. |
|          | Паметник-бюст на генерал-лейтенант Йосиф Гурко | генерал-лейтенант Йосиф Владимирович Гурко 1828 – 1901 | Велико Търново        | Намира се на алея в парк „Марино поле“ 43°04′49″ с. ш. 25°37′55″ и. д. / 43.080278° с. ш. 25.631944° и. д. |
|          | Братска могила на загиналите от 8-и драгунски Астрахански полк: на 28 юни при с. Кадъкьой (Стражица) И. Кукуруз и Ф. Данко, на 4 юли при с. Уфлани (Ветрен) Т. Комар, на 19 юли при гр. Ески Загора И. Шаповалов, Т. Прежвалски, Д. Лаврентиев, С. Моцар, К. Козичкин и Д. Абидулин, на 28 август при с. Долни Дъбник Н. Костин, на 17 декември при с. Долна Малина М. Горбунов, на 26 и 27 декември при гр. Ихтиман С. Трухачев и Тютин и на починалите от раните: на 11 август прапоршчик А. Шатов, на 10 август редови А. Луценко и на 30 август редови Д. Боярнюк. | В памятъ павшихъ войновъ 8. Драгунскаго Астраханскаго полка 1877. г. Въ 1877. г. 28. Iюня у д. Кадикюй: И. Кукуруза, Ф. Данко. 4. Iюля у д. Уфланҍ: Т. Комарь. 19. Iюля у д. Ески-Загра: И. Шаповаловъ, Т. Прежвальскiй, Д. Лаврентьевъ, С. Моцарь, К. Козичкинъ, Д. Абидулинъ. 28. Августа: у д. Долнiй Дубнякъ: Н. Костинъ. 17. Декабря у д. дольн Малина М. Горбуновъ. 26. и 27. у д. Ихтимана: С. Трухачевъ и Тютинъ. Мiръ праху ихъ! Умершiе отъ ранъ: прапорщик А. Шатовъ 11. Авг. Рядов: (А. Луценко 10. " (Д. Боярнюкъ 30. "                                                                                              | Велико Търново        | Намира се на хълма Света Гора 43°04′31″ с. ш. 25°38′42″ и. д. / 43.075278° с. ш. 25.645° и. д. |
|          | Братска могила на руски воини, загинали през 1877 – 1878 г., издигнат през 1922 г. от войните от I Армейски корпус | Дҍдамъ и отцамъ павшимъ за освобожденiе Болгарiи въ 1877 – 78 гг Іi Армейскiй Корпусъ Русской Армiй 1922 г. | Велико Търново        | Намира се в местността Руски гробища, близо до олтара на православен храм „Възкресение Христово“. Построен е от преселили се в града белогвардейци. 43°04′24.3″ с. ш. 25°36′44.2″ и. д. / 43.073417° с. ш. 25.612278° и. д.        |
| унищожен | Надгробна плоча с кръст в памет на щабс-капитан Павел Карлов от стрелкови батальон, починал на 7 август 1878 г. | Стрелкового батальона щабс капитан Павел Карлов, умер 7.8. 1878 г. | Велико Търново        | Намира се в местността Руски гробища, близо до олтара на православен храм „Възкресение Христово“ 43°04′24″ с. ш. 25°36′44.2″ и. д. / 43.073333° с. ш. 25.612278° и. д.                                                             |
|          | Надгробна плоча с кръст в памет на доктор Иван Фьодорович Анич, починал на 15 март 1878 г. | Иван Феодорович Аньич – доктор медицини, скончился 15 март 1878 г. Помяни Господа раба твоето в Царствие твоего | Велико Търново        | Намира се в местността Руски гробища, близо до олтара на православен храм „Възкресение Христово“ 43°04′24″ с. ш. 25°36′44.2″ и. д. / 43.073333° с. ш. 25.612278° и. д.                                                             |
|          | Къща–музей на главната квартира на руската армия от 9 август 1877 г., а от 14 август 1877 г. и императорска квартира | „1877 В Горна Студена е нямало сражение, не се е проливала човешка кръв, но от всички български села, Горна Студена е селото в историята ще е с най-блестящото значение, тъй като тук окончателно се начертава съдбата на войната.“ граф В.А. Соллогуб | Горна Студена         | Намира се в парка в южните покрайнини 43°25′17.9″ с. ш. 25°21′16.1″ и. д. / 43.421639° с. ш. 25.354472° и. д. |
|          | Братска могила на починали от рани руски войници в Руско-турската война 1877 – 1878 г. | | Горна Студена         | Намира се в парка на къщата-музея в южните покрайнини 43°25′14.3″ с. ш. 25°21′16.7″ и. д. / 43.420639° с. ш. 25.354639° и. д. |
|          | Братска могила на починали от рани след боевете при Никопол, Плевен, Ловеч и Шипка над 3000 руски войни в Руско-турската война 1877 – 1878 г. | Тук почива прахът на загиналите от рани руски герои при Шипка, Плевен, Ловеч, Никопол и пр. Тази могила е въздигната от комитета „Цар Освободител Александър II на 30 август 1904 г. за вечни времена | Горна Студена         | Намира се в северните покрайнини в местността Руски гробища 43°25′34.2″ с. ш. 25°20′57.9″ и. д. / 43.426167° с. ш. 25.349417° и. д.                                                                                                |
|          | Надгробен паметник на Донот Бек, полковник от Лейб-гвардейски Гродненски хусарски полк, починал от тиф на 1 ноември 1877 г. | Здесь покоится прахъ Лейбъ гвардии Гродненскаго гусарскаго полка полковника Донота Бек, умеръ 1-го ноября 1877 г. ... летъ до свидания мой Донатъ! | Горна Студена         | Намира се в северните покрайнини в местността Руски гробища 43°25′34.2″ с. ш. 25°20′57.9″ и. д. / 43.426167° с. ш. 25.349417° и. д.                                                                                                |
|          | Надгробен паметник на капитан Василий Моисеевич Дзюба от 5-и Калужки полк, починал от раните при превземането на Ловеч на 22 август 1877 г. | 5-го Пњхотнаго Калужскаго ЕГО ИМПЕРАТОРСКО Королевскаго Величества Императора Германскаго Короля Прусскаго полка Капитанъ Василсй Мойсеевичъ Дзюба Умеръ отъ раны полученной 22 августа 1877 года при взятiй штурмомъ укрҍпленiй с.Ловчи | Горна Студена         | Намира се в двора до олтара на църква „Свети Димитър“ 43°25′29.2″ с. ш. 25°21′14.9″ и. д. / 43.424778° с. ш. 25.354139° и. д. |
|          | Надгробен паметник на милосърдната сестра Олга Карловна Мягкова (моминско Петерсен), починала на 3 февруари 1878 г. | сестра милосердiя МЯГКОВА умерла 1878 г. | Горна Студена         | Намира се в двора до олтара на църква „Свети Димитър“ 43°25′29.2″ с. ш. 25°21′14.9″ и. д. / 43.424778° с. ш. 25.354139° и. д. |
|          | Надгробен паметник на главния лекар на 67-ма военновременна болница хирург Валентин Фьодорович Кипарский, роден на 28 март 1838 г. в гр. Венден (Латвия) и починал от болест на 7 февруари 1878 г. в с. Горна Студена | главный врачъ 67-го военно временнаго госпиталя статскiй совҍтникъ докт. мед. и хирургъ Валентинъ Өеодоровичъ Кипарскiй палъ жертвою болҍзни при усердныхъ изпольненiи много трудныхъ служебныхъ обязанностей во время войны род. въ городъ Вендень 28 марта 1838 г. умеръ въ Горном Студенъ 7 февраля 1878 г. | Горна Студена         | Намира се в двора до олтара на църква „Свети Димитър“ 43°25′29.2″ с. ш. 25°21′14.9″ и. д. / 43.424778° с. ш. 25.354139° и. д. |
|          | Надгробен паметник на полковия свещеник на 11-и драгунски Рижки полк Иван Красовский, починал на 5 август 1877 г. | Полковой Священникъ 11 драгун. Рижскаго полка Иванъ Красовскiй скончялся 5 Августа 1877 г | Горна Студена         | Намира се в двора до олтара на църква „Свети Димитър“ 43°25′29.2″ с. ш. 25°21′14.9″ и. д. / 43.424778° с. ш. 25.354139° и. д. |
|          | Братска могила на 9 нисши чина от 42-ри Якутски полк, убити на 6 октомври 1877 г. при Дурна дере (с. Росно) и 5 нисши чина от 43-ти Охотски полк, убити на 21 – 26 декември 1877 г. при с. Синанци (изселено 1880 г.) и с. Козлубик (Сливовица) | 43 пех. Охотскаго пол. убить 21 – 26 дек.1877 при с.Синанси.и.Козлубек нижни чин.5 чел. 42 пех. Якутскаго пол.уби 6 окт ер.1877.г.при с.Дурна.дере.нижни чин.9.ч. | Горско Ново село      | Намира се в двора на църквата „Свети Архангел Михаил“ 43°05′25.9″ с. ш. 25°56′36.3″ и. д. / 43.090528° с. ш. 25.943417° и. д. |
|          | Братска могила на 3 нисши чина от 43-ти Охотски полк Иван Иганатиев Дешевый, Димитрий Данилов Матвейчук, Ануфрий Н. Максименко убити при с. Козлубик (Сливовица) на 31 юли 1877 г. | 43 пҍх. Охотского полка убитые при с. Козлубека 31 Iюля 1877 г. нижних чин 3 человек | Джулюница             | Първоначално се е намирал в двора на черква „Свети Георги“, а днес е на 100 м южно от центъра. 43°08′05.8″ с. ш. 25°54′14.6″ и. д. / 43.134944° с. ш. 25.904056° и. д.                                                             |
|          | Братска могила на 5 нисши чина от 42-ри Якутски полк: Степан Денисенко, Константин Марчук, Василий Селецкий, Стефан Бондар, Константин Лагодини, убити при с. Козлубик (Сливовица) на 24 септември 1877 г. | 42-го пҍх. Якутского полка убитые при с. Козлубека 24 Сент. 1877 г. нижних чин 3 человек | Джулюница             | Намира се на 100 м южно от центъра 43°08′05.8″ с. ш. 25°54′14.6″ и. д. / 43.134944° с. ш. 25.904056° и. д. |
|          | Паметник на загиналите на 22 ноември 1877 г. руски воини и офицери за свободата на България през Руско-турската война 1877 – 1878 г. | Тоз който падне въ бой за свобода, Той не умира. Паднали руски офицери: отъ Севски полкъ 7 отъ Орловски полкъ 11 отъ 9 арт.бриг. 1 | Елена                 | Намира се в западната част на града, на ул. „Казаци“ 42°55′48.1″ с. ш. 25°51′27.6″ и. д. / 42.930028° с. ш. 25.857667° и. д. |
|          | Паметник на загинали на 22 ноември 1877 руски офицери и нисши чинове при защитата на град Елена | Въ памятъ на падналите руски синове за свободата на България при защитата на гр. Елена на 22 ноемвр. 1877 г. Паднали руски офицери Севский полкъ 7 Орловский полкъ 11 9 Артелер.бриг. 1 Нижний чинове 558 | Елена                 | Намира се в местността Долни Чукани, северно от града 42°56′17.2″ с. ш. 25°53′02.7″ и. д. / 42.938111° с. ш. 25.884083° и. д. |
|          | Братска могила на 7 нисши чина от 101-ви Пермски полк, убити край Златарица на 24 ноември 1877 г.: Дмитрий Лаичанский, Андрей Тарканов, Антон Бафойто, Арон Кровчик, Станислав Гержадович, Михаил Гайдучек, Викентий Жук. | Братская могила Здесь погребены 7ми нижнихъ чиновъ 101го пҧх. пермскаго полка убитихъ въ сражения съ турками. – 24 ноября 1877 г. при д. Златарица. | Златарица             | Намира се на около 2 км западно в местността Попово бърдо 43°02′24″ с. ш. 25°51′15.8″ и. д. / 43.04° с. ш. 25.854389° и. д. |
|          | Братска могила на 3 нисши чина от 42-ри Якутски полк убити на 20 и 21 декември 1877 г. при рекогносцировка при с. Чатал дере и на Кондрат Суйлок ефрейтор от 10-а рота, убит при рекогносцировка на 1 януари 1878 г. при с. Чатал дере (Разсоха) | 42го пехот. Якутскаго полка убит.при село Чатал дере | Златарица             | Ефрейтор Суйлок е погребан на 2 януари 1878 г. в гробището около църквата „Свети Никола“ при вече погребаните там други войни убити също при с.Чатал дере. 43°02′46.6″ с. ш. 25°53′24.8″ и. д. / 43.046278° с. ш. 25.890222° и. д. |
|          | Братска могила на нисшите чинове от 8-и улански Вознесенски полк унтер-офицер Елисей Бурбаики, редови Кирсан Разомостов, Давид Анисов, Тихон Калиниченко и Сайфуид Курдалев, убити на 29 юни 1877 г. при с. Чаиркьой; на младши вахтмистър Зиновий Гусарчук, убит на 28 ноември 1877 г. при с. Ковачевица и на един казак от 8-и полк, убит на 29 юни 1877 г. при с. Чаиркьой; на щабс-ротмистър Василий Николаевич Литвинов, убит на 29 юни 1877 г. при с. Чаиркьой; на портупей-юнкер Аполон Дисенкулов, убит на 23 юли 1877г.                                       | Братская могила нижных чинов 8-го вознесенского полка убитых в деле 29-го iюня 1877 года при с Чаиркьой; Унтер-офицера Елисея Бурбаiки; редовых – Кирсана Разомоство, Давида Анисова, Тихоня Калиниченки, Сайфуида Курдалева; младшаго – вахмистера Зиновiя Гусарчука, убитого 28 ноября 1877 года при с. Ковачица и едного казака 8 полка, убитого в деле 29 го юня 1877 года при с. Чаиркьой; Щабс-ротмистър Василiи Николаевич Литвинов, убит в деле 29 iюня 1877 года при Чаиркьой; Портупей юнкер Аполон Дисенкулов, убит в деле 23 iюля 1877 года                                                                           | Камен                 | Намира се в двора на църквата „Свети Георги“ 43°18′43.59″ с. ш. 25°55′24.38″ и. д. / 43.312108° с. ш. 25.923439° и. д. |
|          | Братска могила на 1 унтер-офицер от 11-и драгунски Рижки полк и 3 редови от 11-и улански Чухуевски полк, убити на 7 септември 1877 г. край с. Юрюклери (с. Николаево) | Здесь покоится 11 драгун Рижского полка унтер офицер и 3 рядовых 11 Уланского Чугуевского полка убитые 7 сентебря 1877 г. под с. Юриклером | Камен                 | Намира се в двора на църквата „Свети Георги“ 43°18′43.59″ с. ш. 25°55′24.38″ и. д. / 43.312108° с. ш. 25.923439° и. д. |
|          | Братска могила на подпоручик Александър Сойманов, командирован в 125-и Курски полк от 21-ви Муромски полк, капитан Степан Поснов от 125-и Курски полк и подпоручик Николай Лебядов от 126-и Рилски полк и 63 нисши чина от 125-и Курски и 126-и Рилски полк, убити на 9 септември 1877 г. битката при Чайркьой (Камен) | Братская могила 63 руским войнам 125 пех. Курского и 126 Рылского полков. Александра Соймонова подпоручика 21 п. Муромского и убит в рядах 125 Курского п. Степана Поснова капитана 125 пех. Курского п. Николая Лебядова подпоручика 126 пех. Рылского полкав убитым в сраженiи с турками 9 сентебря 1877 г. у с. Чаирскюй. | Камен                 | Намира се в двора на църквата „Свети Георги“ 43°18′43.59″ с. ш. 25°55′24.38″ и. д. / 43.312108° с. ш. 25.923439° и. д. |
|          | Надгробен паметник на прапоршчик Алексей Чернушович от 11-и драгунски Рижки полк, ранен на 1 октомври при Караагач (Брестник) и починал от рани на 7 октомври 1877 г. | Здесъ покоится прапорщик 11 Драгунского Рижского полка Алексей Чернушевич. Смертельно раненыи при с. Карагаче. 7 октобря 1877 г. | Камен                 | Намира се в двора на църквата „Свети Георги“ 43°18′43.59″ с. ш. 25°55′24.38″ и. д. / 43.312108° с. ш. 25.923439° и. д. |
|          | Братска могила на 12 нисши чина Матвей Молочко, Максим Колягин, Аксентий Зубрицкий, Осип Носков, Павел Коваленог, Павел Квач, Кусел Левин, Николай Береденюк, Варфоломей Кардаш, Карл Януцик, Алексей Каскевич от 101-ви Пермски полк, убити на 9 септември 1877 г. битката при Чайркьой (Камен) | Помени Господи войнов сих. Здесь погребаный 12-тех нижние чинов 101-и пех. Пермского полка убитых в сражение с турками 9 сентембря 1877 г. Чаиркьой. | Камен                 | Паметникът се намира в близост до местността Табията, върху тракийска могила, а войниците са погребани около нея. 43°18′29.2″ с. ш. 25°57′04.4″ и. д. / 43.308111° с. ш. 25.951222° и. д.                                          |
|          | Надгробен паметник на подпоручик Михаил Андреевич Макшеев от 1-ви Невски полк, убит на 9 септември 1877 г. битката при Чайркьой (Камен) | (Нечетливо) Прапорщик Михаилъ Макшеевъ убитъ въ бою 9-го Сентября 1877 г. | Камен                 | Построен е през 1879 г. на 200 метра северно от селото от южната страна на входа на старото селско гробище (от 1877 до 1964) 43°19′05.4″ с. ш. 25°55′15.3″ и. д. / 43.318167° с. ш. 25.920917° и. д.                               |
|          | Възпоменателен паметник за загиналите на 29 юни 1877 г. от 8-и улански Вознесенски полк щабс-ротмистър Литвинов, унтер-офицер Елисей Бурбаики и редови Кирсан Разомостов, Давид Анисов, Тихон Калиниченко и Сайфуид Курдалев | Въ паметъ на падналите за освобождението на 12.VII.1877 г. | Камен                 | Издигнат е на полянка където Литвинов влиза от запад в селото, впоследствие в двора на Христо Петранов, след 1918 г. преместен още на запад, а от 1926 г. в двора на Михаил Георгиев Златев                                        |
|          | Братска могила на нисши чинове от 125-и Курски и 126-и Рилски полк, убити на 9 септември 1877 г. битката при Чайркьой (Камен) | | Камен                 | Намира се в местността Чешме дере, източно от селото и северно от местността Табията. Разрушен преди 1944 г. и възстановен през 1957 г. 43°18′41.6″ с. ш. 25°57′28.6″ и. д. / 43.311556° с. ш. 25.957944° и. д.                    |
|          | Надгробен паметник на воините Тодор Пановски от 44-ти Камчатски полк, убит на 9 септември 1877 г. и Михаил Прокончук от 43-ти Охотски полк, убит на 15 ноември 1877 г. при с. Кесарево | убити руски войници Тодор Пановски 44 Камчатски полк 9 IX 1877 г. Михаил Прокончук 43 Охотски полк 15 XI 1877 г. | Кесарево              | Намира се в двора до олтара на църква „Свети Димитър“ 43°08′56″ с. ш. 25°58′00.2″ и. д. / 43.148889° с. ш. 25.966722° и. д. |
| унищожен | Паметна плоча на 7 нисши чина, загинали на 13 юли 1877 г. при с. Тръстеник | (Нечетливо) 40 п. полк на 13 юли 1877 г. загинали при с. Трестеникьой 7 долни чинове | Кесарево              | Поставена е на входа на църква „Свети Димитър“ 43°08′56″ с. ш. 25°57′58.9″ и. д. / 43.148889° с. ш. 25.966361° и. д. |
|          | Братска могила на 39 нисши чина от 102-ри Вятски полк, загинали на 25 декември 1877 г. при с. Ахмедлий (дн. Константин) | Братская могила Здҧсь покоятся 39 нижнихъ чиновъ 102-го Вятскаго полка | Константин            | Намира се в двора на църквата „Св. св. Кирил и Методий“ 42°56′59.1″ с. ш. 26°04′12.1″ и. д. / 42.94975° с. ш. 26.070028° и. д. |
|          | Паметник на генерал Константин Рудановски, на чието име е преименувано селото | генерал КОНСТАНТИН РУДАНОВСКИ 1850-1914 | Константин            | Намира се на централния площад 42°56′50.2″ с. ш. 26°04′06.6″ и. д. / 42.947278° с. ш. 26.0685° и. д. |
|          | Надгробен паметник на полкови свещеник Иван Смирнов от 42-ри Якутски полк, починал от тиф на 28 януари 1878 г. | 42-го Пех. Якутскаго пол. Полк. Священник Иван Смирновъ Сконч. отъ тифъ 28 Янв. 1878 г. | Лясковец              | Намира се в двора на храм „Свети Димитър“ 43°06′13.2″ с. ш. 25°43′01.1″ и. д. / 43.103667° с. ш. 25.716972° и. д. |
|          | Казашки кръст в памет на 13-и Донски казашки, 13-и драгунски Орденски, 13-и хусарски Нарвски, 34-ти Севски, 36-и Орловски, 42-ри Якутски, 102-ри Вятски полк, 20-а конна батарея, 4-та батарея на 9-а и 5-а батарея на 14-а артилерийска бригада, участвали в бой с турците на 22 ноември 1877 г. | Те защитаваха град Елена: 13-и Донски казашки полк 12-и Драгунски Орденски полк 34-ти Севски пехотен полк 36-и Орловски пехотен полк 42-ри Якутски пехотен полк 13-и Хусарски Гвардейски полк 102-ри Вятски пехотен полк 20-а конна батарея 4-та батарея на 9-а артилерийска бригада, 5-а батарея на 14-а артилерийска бригада | Марян                 | Намира се на северозапад до пътя, в местността Дъбравите 42°55′57.7″ с. ш. 25°57′36.2″ и. д. / 42.932694° с. ш. 25.960056° и. д.                                                                                                   |
|          | Братска могила на загиналите руски войни на 22 ноември 1877 г. около с. Руховци | | Марян                 | Намира се на севорозапад до пътя, в местността Дъбравите 42°55′57.7″ с. ш. 25°57′35.7″ и. д. / 42.932694° с. ш. 25.959917° и. д.                                                                                                   |
|          | Братска могила на капитан Казимир Процки и 192 нисши чина от 34-ти Севски полк и подпоручик Валентин Романовски, Александър Змиев, прапоршчик Илья Горнич-Горницкий и 115 нисши чина от 36-и Орловски полк, загинали на 22 ноември 1877 г. | БРАТСКАЯ МОГИЛА память русскимъ воинамъ павшимъ за свободу славянъ балканскаго полуострова въ битвҧ съ турками 22 ноября 1877.го года. 34го пҧхотнаго Севскаго полка капитанъ Казимiръ Процкiй и 192 нижнихъ чиновъ. 36го пҧхотнаго Орловскаго полка: подпоручики Валентинъ Романовскiй, Александръ Змiевъ, прапорщикъ Илья Горнич-Горницкiй и 115 ниж. | Марян                 | Намира се на запад, в местността Дъбравите 42°55′24″ с. ш. 25°57′14″ и. д. / 42.923333° с. ш. 25.953889° и. д. |
|          | Братска могила на майор Константин Иванович Емолски (командир на 2-ри батальон) и 30 нисши чина от 42-ри Якутски полк, загинали на 23 и 24 ноември 1877 г. край Миндя | В ПАМЕТ НА ЗАГИНАЛИТЕ ОТ 42-ри ЯКУТСКИ ПОЛК | Миндя                 | Намира се североизточно в местността Грънчеря, в дясно от пътя за с. Мерданя 43°01′24″ с. ш. 25°50′38″ и. д. / 43.023333° с. ш. 25.843889° и. д.                                                                                   |
|          | Надгробен паметник на докторите братя Громови и милосърдната сестра Мезерницкая, починали от тиф през март 1878 г. | ВРАЧИ БРАТЬЯ ГРОМОВЫ СЕСТРА МИЛОСЕРДIЯ МЕЗЬРНИЦКАЯ 3IАРТЪ 1878 | Поликраище            | Намира се в двора на църквата „Света Великомъченица Марина“ 43°10′44.9″ с. ш. 25°37′17.3″ и. д. / 43.179139° с. ш. 25.621472° и. д.                                                                                                |
|          | Паметник в чест на преминаването на конния отряд на генерал Отон Раух през прохода Хаинбоаз на 30 юни 1877 г. | В чест на преминаването на конно-сапьорния отряд на генерал Раух през Балкана на 30 юни 1877 г. | Проход на Републиката | Намира се в местността Предела 42°47′50.1″ с. ш. 25°40′39.1″ и. д. / 42.79725° с. ш. 25.677528° и. д. |
|          | Паметен знак на мястото, където на 7 юли 1877 г. са посрещнати руските освободители и български опълченци от Предния отряд на генерал Гурко | ТУК НА 7 ЮЛИ 1877 ГОДИНА САМОВОДЧАНИ ПОСРЕЩАТ РУСКИТЕ ОСВОБОДИТЕЛИ И БЪЛГАРСКИ ОПЪЛЧЕНЦИ ВОДЕНИ ОТ ГЕНЕРАЛ ГУРКО | Самоводене            | Намира на 1 км северно вляво от пътя за с. Ресен и край Самоводската чешма 43°09′14.8″ с. ш. 25°36′02.2″ и. д. / 43.154111° с. ш. 25.600611° и. д.                                                                                 |
|          | Надгробен паметник на полковник Александър Иванович Степанов, командир на 123-ти Козловски полк, починал на 1 август 1877 г. от получените рани във втората атака на Плевен | нечетливо | Свищов                | Намира се в двора на църква „Свети Димитър“ в старото гробище 43°37′18.9″ с. ш. 25°20′35.7″ и. д. / 43.621917° с. ш. 25.34325° и. д.                                                                                               |
|          | Братска могила на офицерите от 17-и Архангелогородски полк: подполковник Андрей Петрошевский, ранен на 18 юли при Плевен и починал на 5 август 1877 г., капитан Иван Мухин, смъртоносно ранен на 30 август при Гривица, и щабс-капитан Иван Черняков, починал от болест на 11 октомври 1877 г. | Въ памятъ геройски павшимъ 17 пехотнаго Архангелогородскаго полка подполковникъ Андрҍй Петрошевскiй смертельно раненъ 18 iюля въ дҍлҍ подъ г. Плевною скончался 5 августа 1877 г.; капитанъ Иванъ Мухинъ смертельно раненъ при взятiи Гривицкаго редута 30 августа 1877 г. подъ г. Плевною; ш. капитанъ Иван Черняковъ скончался отъ болезни октября 11 дня 1877 года. | Свищов                | Намира се в двора на църква „Свети Димитър“ в старото гробище 43°37′18.9″ с. ш. 25°20′35.7″ и. д. / 43.621917° с. ш. 25.34325° и. д.                                                                                               |
|          | Надгробен паметник на капитан Николай Павлович Чихаев от 139-и Моршански полк, ранен в коляното на 11 август 1877 г. при Аязлар (с. Светлен) и починал на 5 февруари 1878 г. | Здњсь погребено тњло умершаго отъ раны въ колњно капитана 139≈ пехотнаго Моршанскаго полка Николай Павловича Чихаъева былъ раненъ 11≈ августа 1877 года въ дњлњ съ турками при Аяслярњ, умеръ 5≈ февраля 1878 года | Свищов                | Намира се в двора на църква „Света Троица“ 43°36′59.4″ с. ш. 25°21′04.1″ и. д. / 43.6165° с. ш. 25.351139° и. д. |
|          | Надгробен паметник на щабс-капитан и бригаден адютант (на генерал Философов) Александър Андреевич Сиверский от Лейб-гвардейски Литовски полк, ранен на 21 декември 1877 г. при с. Петрич в левия крак и починал от гангрена на 19 март 1878 г. | Александръ Андреевичъ Сиверскiй штабсъ капитанъ лейбъ гвардiи Литовскаго полка умеръ 18 марта 1878 г. отъ раны, полученой при переходҍ чрезъ Балканы | Свищов                | Намира се в двора на църква „Света Троица“ 43°36′59.4″ с. ш. 25°21′04.1″ и. д. / 43.6165° с. ш. 25.351139° и. д. |
|          | Надгробен паметник на полковник Елмар Прокопе от Лейб-гвардейски Финландски полк, тежко ранен на 12 октомври при Горни Дъбник и починал от раните на 28 ноември 1877 г. в Свищов. | полковникъ Л. Гв. Финляндскаго полка ЯЛЬМАРЪ ПРОКОПЕ скончался 28 Октября 1877 отъ ранъ полученныхъ въ дҍле подъ Горнымъ Дубняком на 36 году жизнии | Свищов                | Намира се в двора на църква „Света Троица“ 43°36′59.4″ с. ш. 25°21′04.1″ и. д. / 43.6165° с. ш. 25.351139° и. д. |
|          | Надгробен паметник на обучаващата се за милосърдна сестра, студентката В. Некрасова, починала в Свищов | (нечетливо) В. Некрасова | Свищов                | Намира се в двора на църква „Света Троица“ 43°36′59.4″ с. ш. 25°21′04.1″ и. д. / 43.6165° с. ш. 25.351139° и. д. |
|          | Надгробна плоча на д-р Антон Игнатиевич Змиградский от 3-ти сапьорен батальон, починал от тиф на 15 февруари 1878 г. | Врачь 3го Сапëрнаго Баталiона Антонъ Игнатьевичъ Змиградскiй Умеръ отъ тифа 15го Февраля 1878 г. | Свищов                | Намира се в двора на манастир „Св. св. Петър и Павел“ 43°37′03.6″ с. ш. 25°20′56.6″ и. д. / 43.617667° с. ш. 25.349056° и. д. |
|          | Паметник на генерал Михаил Драгомиров, командир на 14-а пехотна дивизия | † генерал ДРАГОМИРОВ Михаил Иванович | Свищов                | Намира се в „Парка на освободителите“ 43°36′52.3″ с. ш. 25°24′00.9″ и. д. / 43.614528° с. ш. 25.40025° и. д. |
|          | Паметник на всички руски войскови части, участвали в дебаркирането и овладяването брега край гр. Свищов на 15 юни 1877 г. | ВЪ ЦАРСТВОВАНИIЕ РОССIЙСКАГО ИМПЕРАТОРА АЛЕКСАНДРА II подъ главнымъ начальствомъ Генералъ-Лейтенантъ Радецкаго 15 юня 1877 года. переправа черезъ дунай у зимницы и бой у систова участвували въ бою: Почетный ЕГО ВЕЛИЧЕСТВА конвой, рота гвардейскаго экипажа, флотская стрѣлковая ротаучебнаго пѣхотнаго батальона. Пѣхотные полки: Брянскiй, Волынский, Минскiй, Подольскiй, Житомирскiй, 4-я стрѣлковая бригада. Донской казачiй № 23 полкъ, Уральская казачя сотня и 2 сотни Кубанскаго казачьяго войска. 1-я, 2 и 3 батареи 9-й арт.бригады, 14-я арт.бригада, 7-й сапёрный батальонъ. 3-й, 4, 5 и 6 понтонные батальоный. | Свищов                | Намира се на високия бряг на Дунав, източно от местността Текир дере 43°36′52.9″ с. ш. 25°24′09.6″ и. д. / 43.614694° с. ш. 25.402667° и. д.                                                                                       |
|          | Паметник в чест на посрещането на руските войски в града и в памет на 812 загинали руски воини | НА ТОВА МЯСТО В полунощ на 27 юни 1877 година изненадващо за противника първите части на 14 пехотна дивизия и 4 стрелкова бригада на руската армия под командуването на генерал-майор Михаил Иванович Драгомиров стъпиха на българска земя. Оттук започна великия освободителен поход на руската армия, преминал през Плевен Шипка и София, до историческото Сан Стефано. При преминаването на река Дунав в боевете за Свищовските височини загинаха 812 руски войни – свидни жертви за свободата на България. Дълбок поклон пред подвига и паметта на героите.                                                                   | Свищов                | Намира се в „Парка на освободителите“ 43°36′50.2″ с. ш. 25°24′03.6″ и. д. / 43.613944° с. ш. 25.401° и. д. |
|          | Паметна плоча на мястото, където на 27 юни 1877 г. слизат пластуните от сотнята на есаул Пруст | Тук в 2.45 ч. На 27 юни 1877 г. слезе пластунската сотня на есаула Пруст. | Свищов                | Намира се в „Парка на освободителите“ 43°36′52.9″ с. ш. 25°23′52″ и. д. / 43.614694° с. ш. 25.397778° и. д. |
|          | Братска могила и седем обелиска в памет на 10 офицери и 229 нисши чина от 14-а пехотна дивизия, загинали на 15 юли 1877 г. при десанта на дунавския бряг | Братская могила въ памятъ Русскимъ войнамъ павшимъ въ бою 15 Iюня 1877 года пре переправҧ чрез Дунай 14 пҧхотной дивизiи Офицеровъ 10 Нижнихъ чиновъ 229 | Свищов                | Намира се в „Парка на освободителите“ 43°36′52.6″ с. ш. 25°23′55.3″ и. д. / 43.614611° с. ш. 25.398694° и. д. |
|          | Паметник на щабс-капитан Ящинский III от 53-ти Волински полк | 53 пҧхотнаго Волынскаго полка Штабсъ-капитанъ Ящинскiй 3-iй | Свищов                | Намира се в „Парка на освободителите“ 43°36′52.6″ с. ш. 25°23′55.3″ и. д. / 43.614611° с. ш. 25.398694° и. д. |
|          | Паметник на щабс-капитан Брянов от 53-ти Волински полк | 53 пҧхотнаго Волынскаго полка Штабсъ-капитанъ Бряновъ | Свищов                | Намира се в „Парка на освободителите“ 43°36′52.6″ с. ш. 25°23′55.3″ и. д. / 43.614611° с. ш. 25.398694° и. д. |
|          | Паметник на щабс-капитан Антон Петрович Кожухаров от 54-ти Мински полк, българин и руски поданик | 54 пҧхотнаго Минскаго полка Штабсъ капитанъ Петровичъ | Свищов                | Намира се в „Парка на освободителите“ 43°36′52.6″ с. ш. 25°23′55.3″ и. д. / 43.614611° с. ш. 25.398694° и. д. |
|          | Паметник на подпоручик Каненберг от 54-ти Мински полк | 54 пҧхотнаго Минскаго полка Подпоручикъ Каненбергъ | Свищов                | Намира се в „Парка на освободителите“ 43°36′52.6″ с. ш. 25°23′55.3″ и. д. / 43.614611° с. ш. 25.398694° и. д. |
|          | Паметник на прапорщик Фьодоров от 54-ти Мински полк | 54 пҧхотнаго Минскаго полка Прапорщик Фӫдоровъ | Свищов                | Намира се в „Парка на освободителите“ 43°36′52.6″ с. ш. 25°23′55.3″ и. д. / 43.614611° с. ш. 25.398694° и. д. |
|          | Паметник на прапорщик Рижкин от 54-ти Мински полк и прапоршчик Тихон Здан от 55-и Подолски полк | 54 пҧхотнаго Минскаго полка Прапорщик Рыжкинъ 55 пҧхотнаго Подольскаго полка Прапорщик Зданъ | Свищов                | Намира се в „Парка на освободителите“ 43°36′52.6″ с. ш. 25°23′55.3″ и. д. / 43.614611° с. ш. 25.398694° и. д. |
|          | Паметник на прапорщик Иванов от 54-ти Мински полк и поручик Григорашвили от 53-ти Волински полк | Прапрщикъ Ивановъ и Подпоручикъ Григоръ-Швили | Свищов                | Намира се в „Парка на освободителите“ 43°36′52.6″ с. ш. 25°23′55.3″ и. д. / 43.614611° с. ш. 25.398694° и. д. |
|          | Братска могила на руски воини | | Свищов                | Намира се в „Парка на освободителите“ 43°36′52.5″ с. ш. 25°23′53″ и. д. / 43.614583° с. ш. 25.398056° и. д. |
|          | Паметна плоча на подполковник Стрелбицкий, командир на батарея | подполковник Стрелбицки командир на батарея загинал заедно с 30 артилеристи при потъване на понтон | Свищов                | Намира се в „Парка на освободителите“ 43°36′52.6″ с. ш. 25°23′55.3″ и. д. / 43.614611° с. ш. 25.398694° и. д. |
|          | Паметна плоча на щабс-капитан Брянов от 53-ти Волински полк | щабскапитан Брянов от 53-ти пехотен Волински полк промушен и вдигнат на 9 щика от турците починал на 24 юни в Зимнич | Свищов                | Намира се в „Парка на освободителите“ 43°36′51.7″ с. ш. 25°24′06.1″ и. д. / 43.614361° с. ш. 25.401694° и. д. |
|          | Паметна плоча на щабс-капитан Фок от 53-ти Волински полк | Щабс Капитан Фок 53-ти Волински полк 1843 – 1926 | Свищов                | Намира се в „Парка на освободителите“ 43°36′52.1″ с. ш. 25°23′55.3″ и. д. / 43.614472° с. ш. 25.398694° и. д. |
|          | Паметна плоча на подпоручик Григорашвили от 53-ти Волински полк | подпоручик Григорашвили от 53-ти пехотен Волински полк загинал на Свищовския бряг | Свищов                | Намира се в „Парка на освободителите“ 43°36′52.6″ с. ш. 25°23′55.3″ и. д. / 43.614611° с. ш. 25.398694° и. д. |
|          | Паметна плоча на подпоручик Лукиянов от 53-ти Волински полк | подпоручик Лукиянов от 53-ти пехотен Волински полк загинал на Свищовския бряг | Свищов                | Намира се в „Парка на освободителите“ 43°36′52.6″ с. ш. 25°23′55.3″ и. д. / 43.614611° с. ш. 25.398694° и. д. |
|          | Паметна плоча на щабс-капитан Антон Петрович Кожухаров, българин от 54-ти Мински полк | щабскапитан Антон Петрович Кожухаров българин руски възпитаник от 54-ти пехотен Мински полк загинал на 27 юни на Свищовския бряг | Свищов                | Намира се в „Парка на освободителите“ 43°36′52.6″ с. ш. 25°23′55.3″ и. д. / 43.614611° с. ш. 25.398694° и. д. |
|          | Паметна плоча на подпоручик Каненберг от 54-ти Мински полк | подпоручик Каненберг от 54-ти пехотен Мински полк загинал на Свищовския бряг | Свищов                | Намира се в „Парка на освободителите“ 43°36′52.2″ с. ш. 25°23′52.1″ и. д. / 43.6145° с. ш. 25.397806° и. д. |
|          | Паметна плоча на прапоршчик Иванов от 54-ти Мински полк | прапоршчик Иванов от 54-ти пехотен Мински полк загинал на Свищовския бряг | Свищов                | Намира се в „Парка на освободителите“ 43°36′52.1″ с. ш. 25°23′52″ и. д. / 43.614472° с. ш. 25.397778° и. д. |
|          | Паметна плоча на прапоршчик Фьодоров от 54-ти Мински полк | прапоршчик Фьодоров от 54-ти пехотен Мински полк загинал на Свищовския бряг | Свищов                | Намира се в „Парка на освободителите“ 43°36′52.6″ с. ш. 25°23′55.3″ и. д. / 43.614611° с. ш. 25.398694° и. д. |
|          | Паметна плоча на прапоршчик Тихон Здан от 55-и Подолски полк | прапоршчик Здан от 55-и пехотен Подолски полк загинал на Свищовския бряг | Свищов                | Намира се в „Парка на освободителите“ 43°36′52.6″ с. ш. 25°23′55.3″ и. д. / 43.614611° с. ш. 25.398694° и. д. |
|          | Паметник и костница-параклис „Св. Георги“ на 28 руски офицери и войници, загинали в боевете край с. Кадъкьой (Стражица) | | Стражица              | Намира се в двора на храм „Успение Богородично“ 43°13′45.7″ с. ш. 25°57′40″ и. д. / 43.229361° с. ш. 25.961111° и. д. |
|          | Надгробен паметник на капитан Николай Лейковски, роден 1849 г. и починал 1877 г. в Руско-турската Освободителна война | Дорогому брату и другу моему Николаю Лейковскому – родился въ 1849 г. Скончался 1877 г. | Сушица                | Намира се в двора до олтара на храм „Св. Великомъченица Параскева“ 43°15′28.9″ с. ш. 25°49′24.9″ и. д. / 43.258028° с. ш. 25.823583° и. д.                                                                                         |